# Samat Nadyrbek uułu
Samat Nadyrbek uułu (ky. Самат Надырбек Уулу ;ur. 26 marca 1991) – kirgiski zapaśnik walczący w stylu wolnym. Zajął 40 miejsce na mistrzostwach świata w 2015. Trzynasty na igrzyskach azjatyckich w 2014. Zdobył srebrny medal w mistrzostwach Azji w 2015 i brązowy w 2014. Wicemistrz uniwersjady w 2013 roku.